# Deronectes abnormicollis
Deronectes abnormicollis är en skalbaggsart som beskrevs av Semenov 1900. Deronectes abnormicollis ingår i släktet Deronectes och familjen dykare. Inga underarter finns listade i Catalogue of Life.